# Roudolphe Douala
Roudolphe Douala (25 september 1978) is een Kameroense voetballer die op pensioen is. Hij speelde onder andere bij K Lierse SK, Sporting Lissabon, Saint-Étienne en Portsmouth FC

## Statistieken
| seizoen | club                  | land        | competitie         | wed | goals |
| ------- | --------------------- | ----------- | ------------------ | --- | ----- |
| 1999/00 | CD Aves               | Portugal    | Liga de Honra      | 28  | 4     |
| 2000/01 | CD Aves               | Portugal    | Liga de Honra      | 28  | 4     |
| 2001/02 | Gil Vicente FC (Loan) | Portugal    | Liga de Honra      | 31  | 4     |
| 2002/04 | União Leiria (Loan)   | Portugal    | SuperLiga          | 66  | 15    |
| 2004/05 | Sporting Lissabon     | Portugal    | SuperLiga          | 46  | 6     |
| 2005/06 | Sporting Lissabon     | Portugal    | SuperLiga          | 1   | 0     |
| 2006/07 | Portsmouth FC         | Engeland    | Premier League     | 7   | 0     |
| 2007/08 | Saint-Étienne         | Frankrijk   | Ligue 1            | 11  | 0     |
| 2008    | Asteras Tripoli       | Griekenland | Super League       | 12  | 0     |
| 2009    | Plymouth Argyle       | Engeland    | FLC                | 2   | 0     |
| 2009/10 | K Lierse SK           | België      | Exqi League        | 6   | 1     |
| 2010/11 | K Lierse SK           | België      | Jupiler Pro League | 5   | 1     |
|         |                       |             | Totaal             | 215 | 31    |

Laatst bijgewerkt 01-09-10